# Apo (sopka)
Apo je sopka a současně nejvyšší vrchol Filipín. Nachází se v jižní části ostrova Mindanao asi 40 km od administrativního centra - města Davao. Filipínci sopku nazývají praotcem filipínských hor.

## Ochrana přírody
Oblast kolem sopky byla již v roce 1936 vyhlášena národním parkem.